# Magdeburger Straßen/N
Nachfolgend werden Bedeutungen und Umstände der Namengebung von Magdeburger Straßen und ihre Geschichte aufgezeigt. Aktuell gültige Straßenbezeichnungen sind in Fettschrift angegeben, nach Umbenennung oder Überbauung nicht mehr gültige Bezeichnungen in Kursivschrift. Soweit möglich werden auch bestehende oder ehemalige Institutionen, Denkmäler, besondere Bauten oder bekannte Bewohnerinnen und Bewohner aufgeführt.
Die Liste erhebt zunächst noch keinen Anspruch auf Vollständigkeit.
Nachtigallenstieg; Stadtteil Salbke; PLZ 39122
Benannt nach der Vogelart Nachtigall.
Nachtigallenweg; Stadtteil Barleber See; PLZ 39126
Benannt nach der Vogelart Nachtigall.
Nachtweide; Stadtteil Neue Neustadt; PLZ 39124
Im Bereich dieser Straße befand sich ursprünglich eine eingehegte Nachtweide für Haustiere.
Institutionen, Bauwerke, Denkmäler:
- Haus Nr. 36–43, Druckereigebäude, erbaut ab 1902
- Haus Nr. 82, Verwaltungsgebäude, erbaut 1994

Nadelöhrgasse; Stadtteil Altstadt; PLZ 39104
Diese Gasse verlief von der Mitte der Nordseite des Alten Markts ein kurzes Stück nach Norden und traf dort auf den Katzensprung. Der Name der Straße dürfte wohl auf ihre Enge zurückgehen. Im Zuge des sich nicht an die gewachsene Stadtstruktur haltenden Wiederaufbaus der Stadt nach den Zerstörungen des Zweiten Weltkrieges wurde die Straße aufgegeben.
Nahrstedter Weg; Stadtteil Stadtfeld West; PLZ 39110
Diese Straße wurde nach dem westlich von Stendal gelegenen Dorf Nahrstedt benannt.
Narzissenweg; Stadtteil Reform; PLZ 39118
Die Straße wurde 1938 nach den Narzissen benannt.
Nashvillepromenade; Stadtteil Altstadt; PLZ 39104
Der Weg entlang der Elbe wurde am 11. Juli 2005 nach Nashville, einer Partnerstadt Magdeburgs, benannt. Bereits am 9. September 2004 hatte der Stadtrat beschlossen, die noch nicht mit einem Straßennamen gewürdigten Partnerstädte zukünftig zu berücksichtigen. Die Stadtverwaltung wurde beauftragt, entsprechende Vorschläge zu unterbreiten. Ein erster Vorschlag, der eine Benennung im Handelshafen vorsah, wurde jedoch nach kontroverser Diskussion im Stadtrat am 10. März 2005 zurückgezogen. Darauf folgte der neue letztlich beschlossene Vorschlag, der eine repräsentativere Benennung vorsah. Nördlich an die Nashvillepromenade schließt sich das unter den gleichen Voraussetzungen benannte Sarajevo-Ufer an.
Nedlitzer Straße; Stadtteil Cracau; PLZ 39114
Diese Straße ist nach dem östlich von Magdeburg in Sachsen-Anhalt gelegenen. heute zu Gommern gehörenden, Dorf Nedlitz benannt. Mehrere Straße in der näheren Umgebung tragen Namen von Orten im Gebiet um Gommern und Möckern.
Neinstedter Straße; Stadtteil Lemsdorf; PLZ 39118
Die Straße ist nach dem südwestlich von Quedlinburg am Harz gelegenen Ort Neinstedt benannt. Viele Straße in Lemsdorf erhielten nach der 1910 erfolgten Eingemeindung des Dorfes nach Magdeburg neue Namen aus der Region um den Harz.
Nelkengrund; Stadtteil Neu Olvenstedt; PLZ 39130
Benannt nach der Pflanzengattung Nelken.
Nelkenweg; Stadtteil Reform; PLZ 39118
Benannt nach der Pflanzengattung Nelken.
Nelkenwinkel; Stadtteil Ottersleben; PLZ 39116
Benannt nach der Pflanzengattung Nelken.
Neptunweg; Stadtteil Reform; PLZ 39118
Die Straße wurde 1938 nach dem Planeten Neptun benannt. Viele Straße dieser Siedlung tragen Namen aus dem Bereich der Astronomie.
Nerzweg; Stadtteil Salbke; PLZ 39122
Benannt nach den Marderarten Nerze.
Nesselpfad; Stadtteil Nordwest; PLZ 39128
Die Benennung dürfte auf die Pflanzenfamilie der Brennnesselgewächse zurückgehen.
Netzfeld; Stadtteil Westerhüsen; PLZ 39122
 ?
Neue Siedlung; Stadtteil Westerhüsen; PLZ 39122
 ?
Neue Straße; Stadtteil Buckau; PLZ 39104
 ?

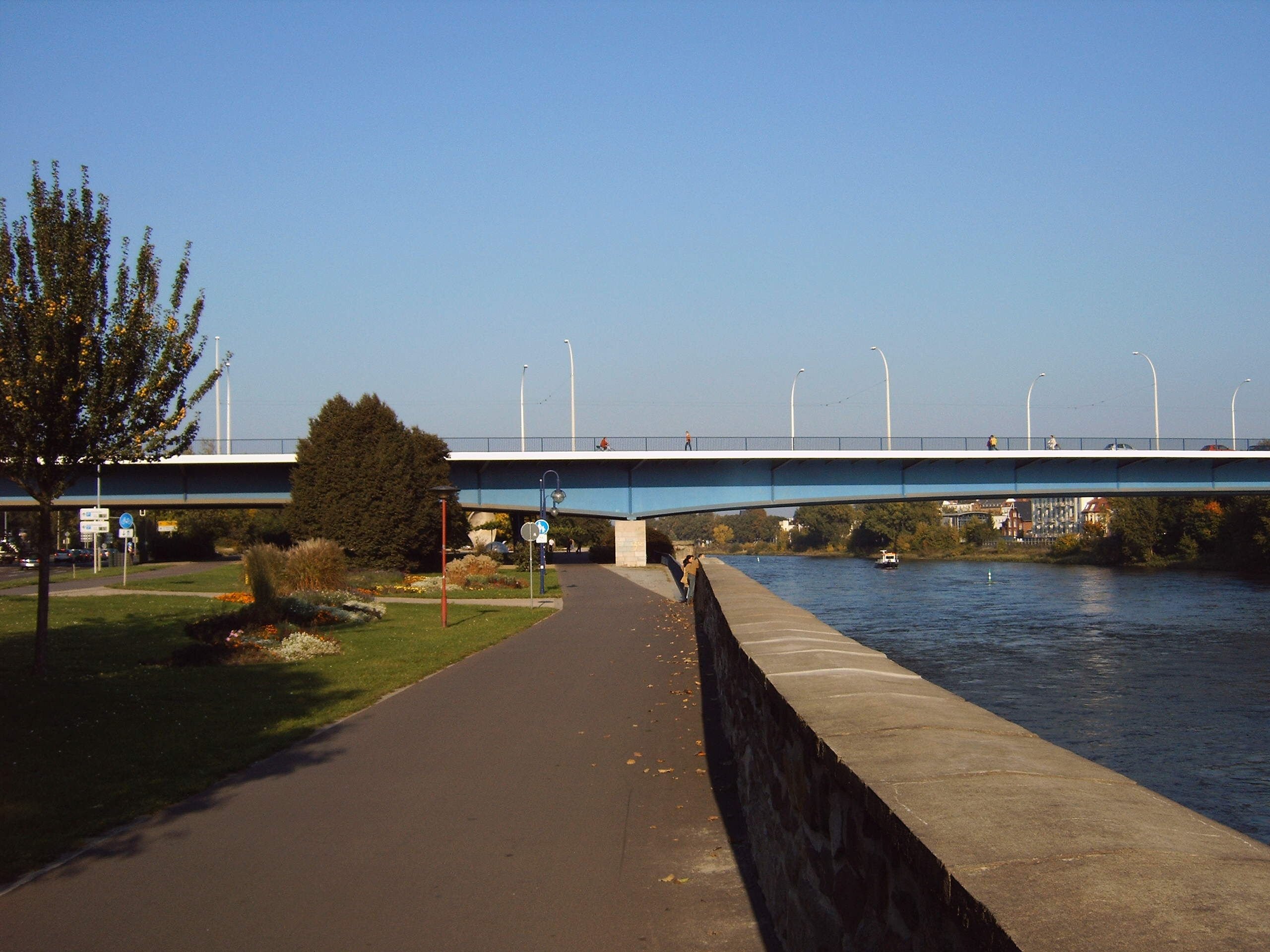
Neue Strombrücke

Neue Strombrücke; Stadtteile Altstadt und Werder; PLZ 39104 und 39114
Die Neue Strombrücke überspannt in Höhe der Magdeburger Altstadt die Elbe. Diese Brücke wurde als Ersatz für eine nach den Zerstörungen des Zweiten Weltkrieges errichtete Behelfsbrücke 1965 eingeweiht.
Neue Theaterstraße; Stadtteil Altstadt; PLZ 39104
Später: Theaterstraße
Diese Straße war nach dem hier befindlichen Stadttheater benannt. Die Bezeichnung „Neue“ ergab sich als Unterscheidung zu einer auf dem Werder bereits bestehenden Theaterstraße.

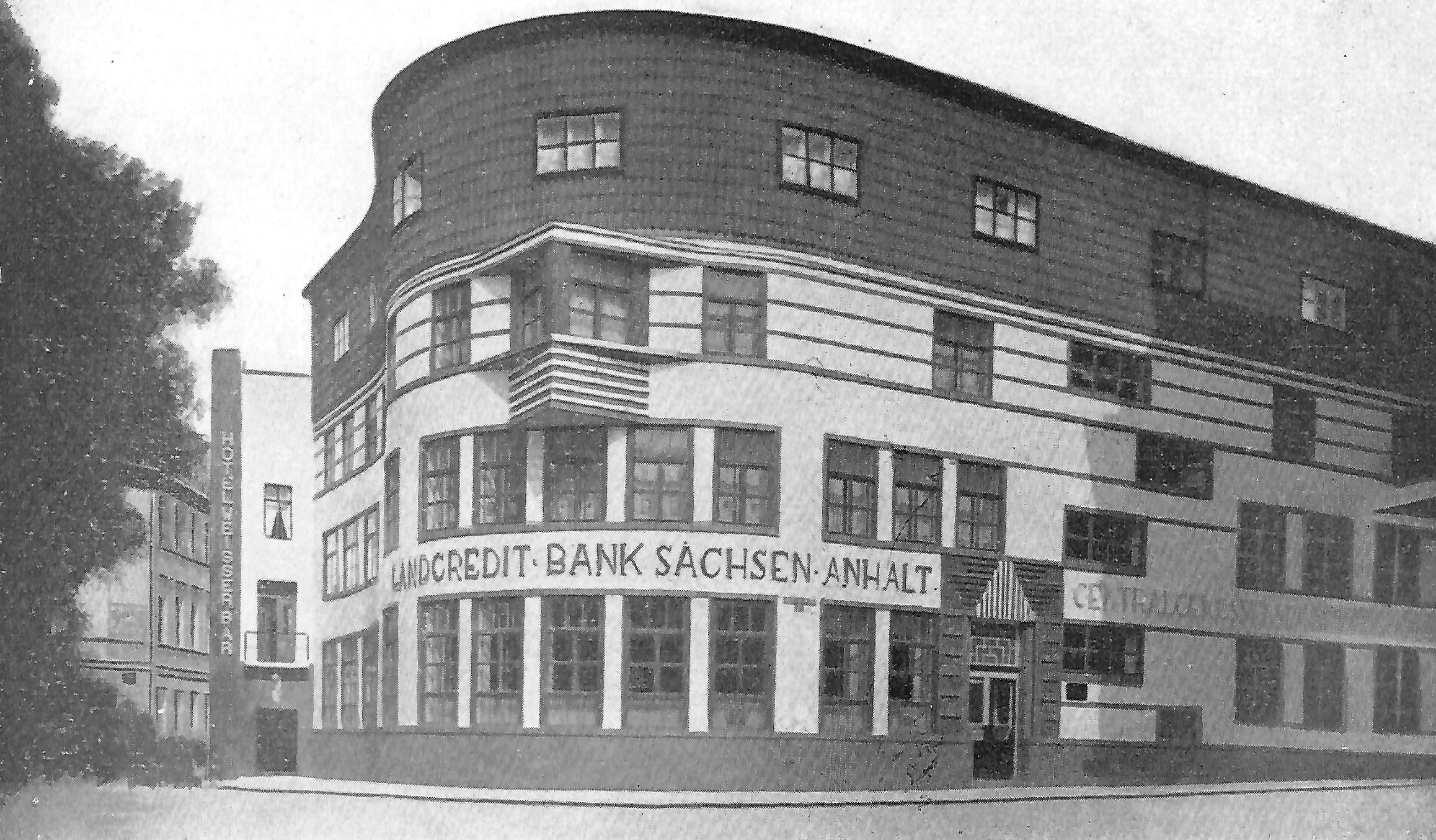
Blick auf das Haus Neue Ulrichstraße 3 in den 1920er Jahren

Neue Ulrichstraße; Stadtteil Altstadt; PLZ 39104
Diese Straße war nach der am westlichen Ende der Straße gelegenen St.-Ulrich-und-Levin-Kirche benannt. Der Zusatz „Neue“ unterschied sie von der etwas südlich gelegenen Alten Ulrichstraße.
Die Straße verlief vom Breiten Weg in westlicher Richtung zur Ulrichskirche. Nach den schweren Zerstörungen des Zweiten Weltkrieges fand in der Zeit der DDR ein Wiederaufbau der Stadt statt, der sich nicht an die gewachsene Stadtstruktur hielt. So wurden die Ulrichskirche gesprengt. An der Stelle der Straße entstand eine Grünanlage. In der Zeit nach der politischen Wende von 1989 wurde das Gebiet der Straße mit dem Einkaufszentrum Ulrichshaus überbaut. Der westlich davon entstandene Platz erhielt den Namen Ulrichplatz.
Neue Wallstraße; Stadtteil Altstadt; PLZ 39104
Heute: Maybachstraße (seit 1920)
Heute: (nördlicher Teil) Konrad-Adenauer-Platz
Die Straße war eine Privatstraße der Deutschen Reichsbahn mit der Bezeichnung Neue Wallstraße. Der Name ging auf die hier befindlichen Festungsanlagen zurück. Die 1921 in der Presse mitgeteilte Umbenennung in Maybachstraße sollte Verwechslungen mit der anderweitig bestehenden Wallstraße vermeiden. Außerdem war durch die Unterbringung von mehr als 200 Flüchtlingsfamilien die Adressierung des Bereichs bedeutender geworden.
Neuenhofenstraße; Stadtteil Nordwest; PLZ 39128
Heute: Grünewaldweg
Diese Straße war nach dem Piloten der Firma Junkers & Co. Willy Neuenhofen benannt. Diverse Straßen der Siedlung trugen ursprünglich Namen von Mitarbeitern des Flugzeugherstellers Junkers.
Neuenhofer Straße; Stadtteil Neue Neustadt; PLZ 39124
Benannt nach dem in Sachsen-Anhalt, Landkreis Börde, gelegenen Dorf Neuenhofe. Mehrere Straßen der näheren Umgebung tragen Ortsnamen aus dem Bereich des ehemaligen Ohrekreises.
Neuer Renneweg; Stadtteile Stadtfeld West und Neu Olvenstedt; PLZ 39110 und 39130
Vormals: Renneweg (westlicher Teil)
Der Name der Straße nimmt Bezug auf den etwas weiter nördlich parallel zur Straße verlaufenden Bach Faule Renne. Zur Unterscheidung zur ursprünglich bereits bestehenden Straße Renneweg wurde der Vorsatz Neuer hinzugesetzt. Im westlichen Teil des Straßenverlaufs ist der Neue Renneweg an die Stelle des alten getreten. Im östlichen Abschnitt verlaufen beide Straßen parallel.
Neuer Sülzeweg; Stadtteil Kannenstieg; PLZ 39128
Westlich der Straße verläuft der Bach Große Sülze, dem die Straße ihren Namen verdankt.
Neuer Weg; Stadtteil Altstadt; PLZ 39104
Heute: Weitlingstraße (deren südlicher Teil)
Paradoxerweise war diese Straße eine der ältesten der Stadt. Die Straße dürfte bereits um das Jahr 1000 entstanden sein. Ursprünglich befand sich im Gebiet der Hauptwache und damit nur wenig nördlich des Alten Markts in karolingischer Zeit die Stadtmauer. Um das Jahr 1000 erfolgte eine Stadterweiterung nach Norden. Etwas weiter nördlich entstand die neue ottonische Stadtmauer, deren Reste bei der Haus-Nr. 15 noch bis zu den Zerstörungen im Zweiten Weltkrieg zu sehen waren. Durch die karolingische Mauer wurde zur Erschließung des neuen Stadtgebiets ein Durchbruch vorgenommen. Damit dürfte der „neue Weg“ entstanden sein, der seinen Namen fast 1000 Jahre lang behielt. Um 1230 erfolgte eine weitere nördliche Stadterweiterung. Der Neue Weg wurde dementsprechend weiter nach Norden bis zur Peterstraße geführt, wobei diese nördliche Verlängerung deutlich schmaler als der südliche Teil war.
Im Zuge des sich nicht an die gewachsene Stadtstruktur haltenden Wiederaufbaus der Stadt nach den Zerstörungen des Zweiten Weltkrieges erfolgte im nördlichen Teil des Neuen Wegs eine etwas andere Straßenführung. Die alte Straßenführung ist noch vor dem Logenhaus der Freimaurerloge „Ferdinand zur Glückseeligkeit“ sichtbar. Nach dem Zweiten Weltkrieg wurde die traditionsreiche Straße umbenannt, um den Magdeburger Arbeiterführer Wilhelm Weitling zu ehren.
Neuer Weg; Stadtteil Sudenburg; PLZ 39112
Heute: Braunschweiger Straße (seit 1892)
 ?
Neues Fischerufer; Stadtteil Altstadt; PLZ 39104
Heute: Schleinufer (Teil des nördlichen Abschnitts des Schleinufers)
Die Straße verlief parallel zur Elbe und der Straße Altes Fischerufer. Nach schweren Zerstörungen im Zweiten Weltkrieg erfolgte ein Wiederaufbau der Stadt, der sich nicht an die alten Stadtstrukturen hielt. Noch bis in die 1960er Jahre bestand die Straße. Dann wurde jedoch als neue Hauptverkehrsstraße das Schleinufer gebaut. Hierbei wurde die Straße „Neues Fischerufer“ vollständig überbaut.
Neuhaldensleber Straße; Stadtteil Neue Neustadt; PLZ 39124
Heute: Haldensleber Straße
Die Straße war nach dem inzwischen mit Althaldensleben zur Stadt Haldensleben zusammengelegten Ort Neuhaldensleben benannt. Im Zuge der Vereinigung dieser Ort dürfte auch diese Straße zum neuen Ortsnamen umbenannt worden sein.
Neustädter Bierweg; Stadtteil Stadtfeld West; PLZ 39110
 ?
Neustädter Platz; Stadtteil Neustädter See; PLZ 39126
Vormals: Paul-Markowski-Platz (seit dem 31. Mai 1979)
Der Neustädter Platz ist der zentrale Platz des in der DDR errichteten Neubaugebiets Neustädter See. Der Name verweist auf die Magdeburger Historie, wonach der nördlich vorgelagerte Vorort immer die Neustadt war (Alte Neustadt, Neue Neustadt).

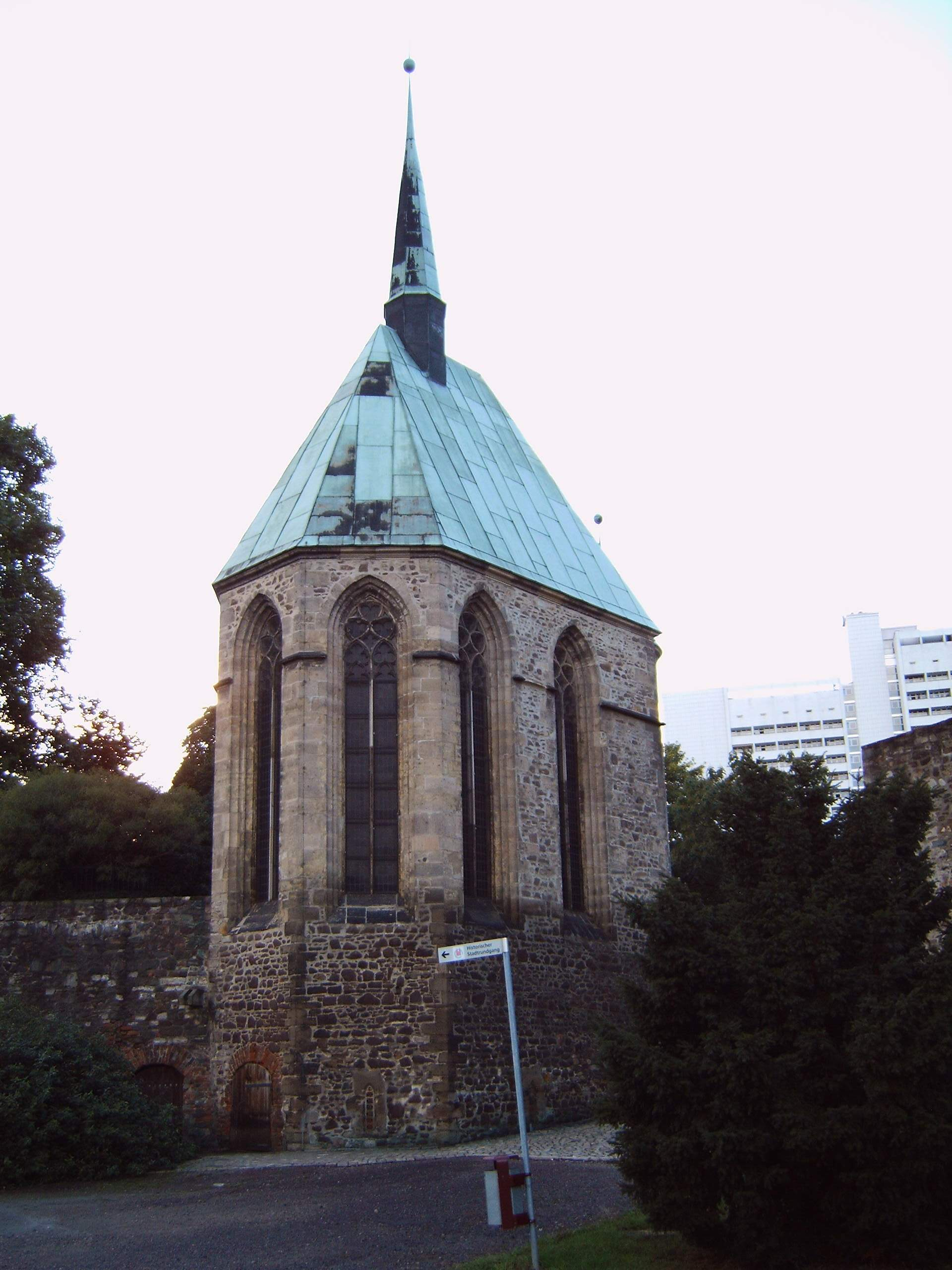
Magdalenenkapelle

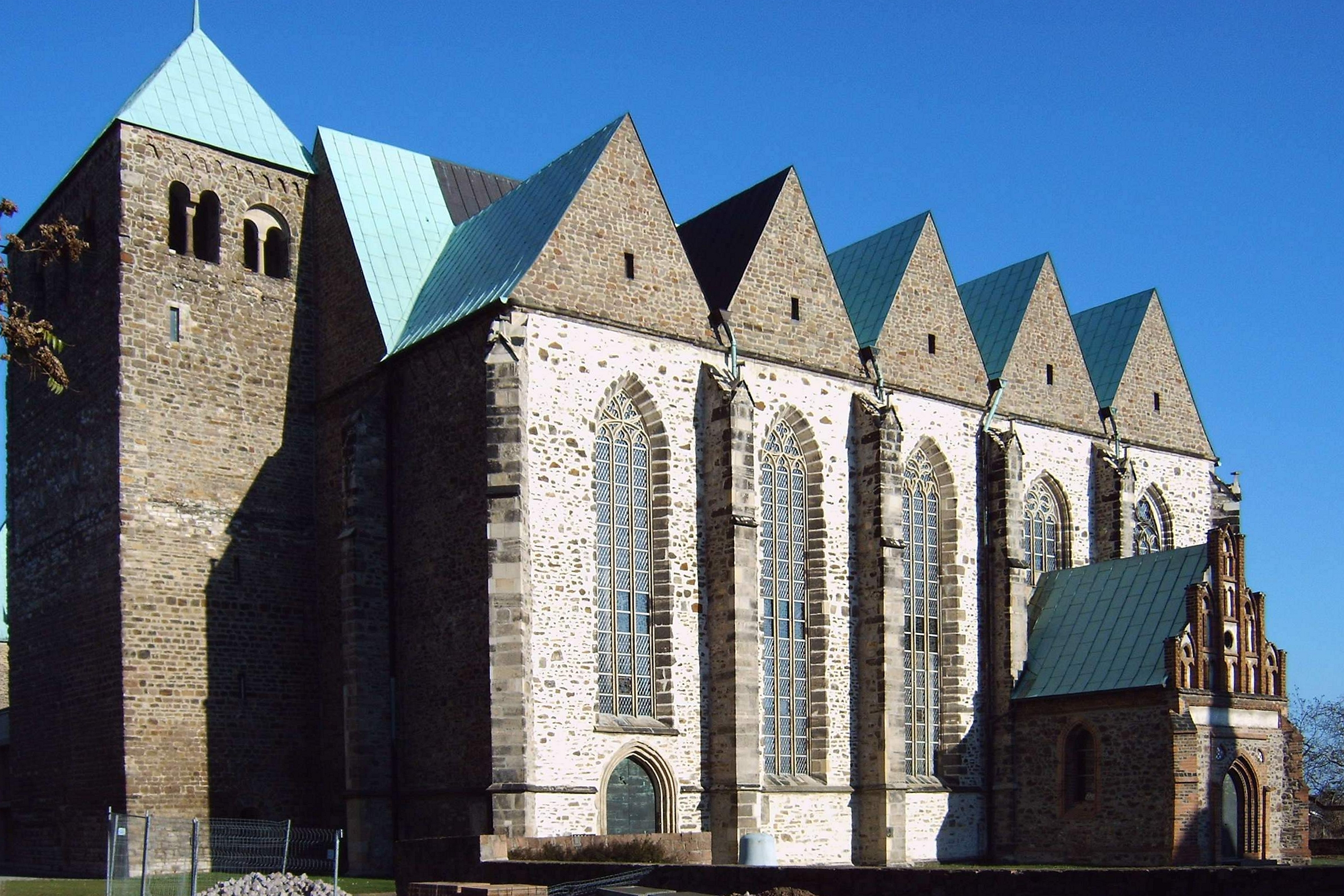
Petrikirche

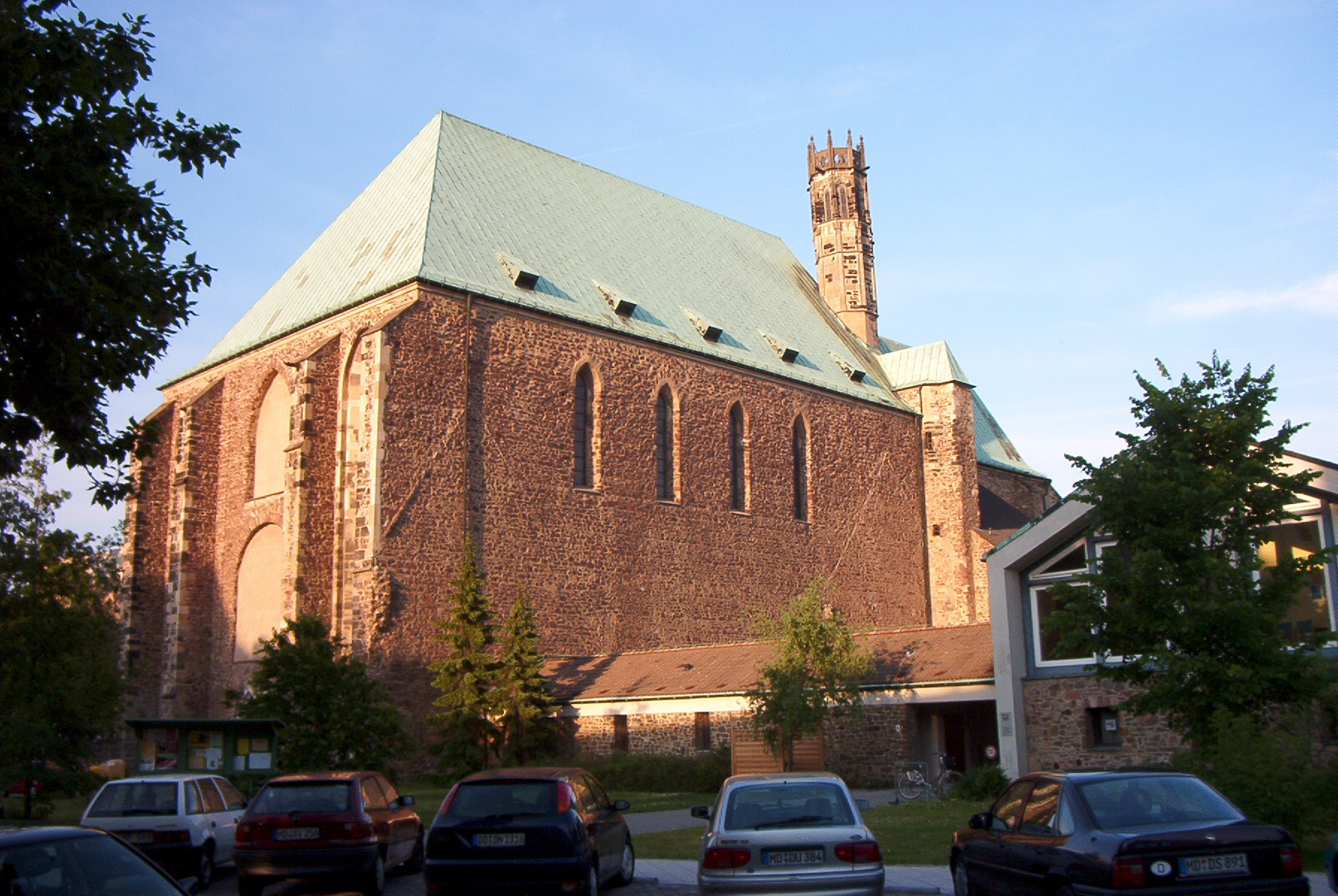
Wallonerkirche

Neustädter Straße; Stadtteil Altstadt; PLZ 39104
Vormals:
- Vor der Hohen Pforte (bis in das 18. Jahrhundert gebräuchlich)
- Hohepfortestraße (zwischen Faßlochsberg und dem Stadttor Hohe Pforte) (zwischen 1683 und 1807)
- Weintraubenstraße (zwischen Wallonerberg und Faßlochsberg) (zwischen 1683 und 1807)
- Große Petersstraße oder Petersstraße (zwischen Petersberg und Walloner Berg) (zwischen 1683 und 1807)

Der Name der Straße beruht auf der ehemaligen Funktion der Straße als Weg von der Magdeburger Altstadt durch das Stadttor Hohe Pforte zur nördlich vor den Stadtmauern gelegenen Neustadt. Während zuvor für einzelne Teilstücke unterschiedliche Namen in Gebrauch waren, wurde die Straße ab 1807 als Neustädter Straße oder auch Neustädter Weg benannt.
Institutionen, Bauwerke, Denkmäler:
- St. Petri, katholische Kirche, erbaut um 1150 (Turm) und 1380 (Langhaus).
- Wallonerkirche, evangelische Kirche, erbaut ab 1285

Bekannte Personen, die hier lebten:
- Georg Schümer, Politiker und Pazifist, lebte zumindest bis 1938 im ihm gehörenden Haus Nr. 46 im Erdgeschoss.

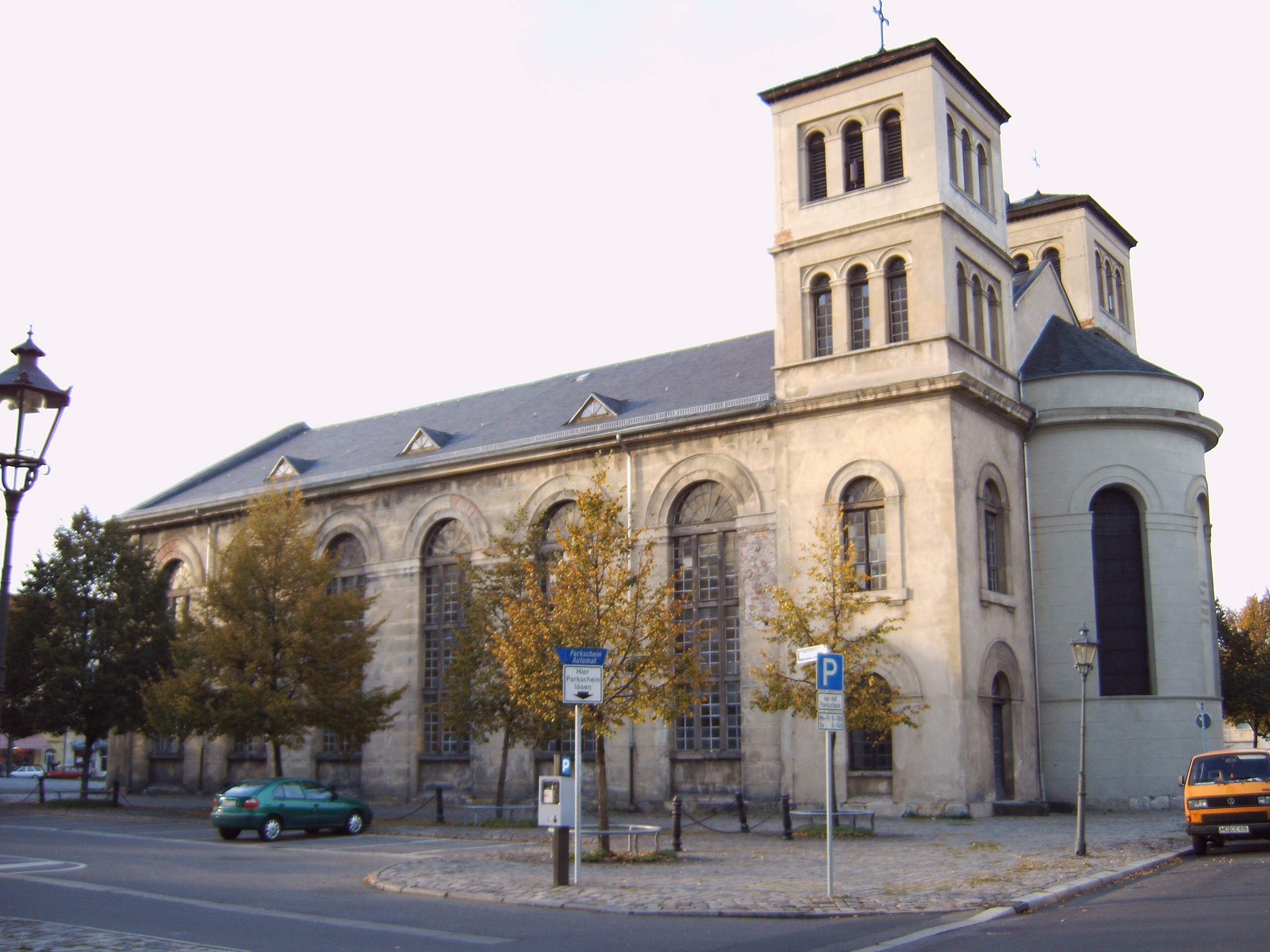
Schinkelkirche St. Nicolai

Nicolaiplatz; Stadtteil Neue Neustadt; PLZ 39124
Vormals: Großer Marktplatz
Die Benennung nimmt Bezug auf die auf dem Platz befindliche Kirche St. Nicolai.
Institutionen, Bauwerke, Denkmäler:
- St. Nicolai, evangelische Kirche, erbaut von 1821 bis 1824.

Nicolaistraße; Stadtteil Neue Neustadt; PLZ 39124
Vormals: Kleine Marktstraße
Die Benennung nimmt Bezug auf die in unmittelbarer Nähe befindliche Kirche St. Nicolai.
Niederndodelebener Straße; Stadtteil Diesdorf; PLZ 39110
Benannt nach dem westlich von Magdeburg gelegenen Dorf Niederndodeleben in dessen Richtung die Straße führt.
Niegripper Straße; Stadtteile Rothensee und Gewerbegebiet Nord; PLZ 39126
Benannt nach dem westlich von Burg gelegenen Dorf Niegripp.
Niels-Bohr-Straße; Stadtteil Alte Neustadt; PLZ 39106
Die im ehemaligen Handelshafen gelegene Straße wurde durch Beschluss des Stadtrates vom 4. Mai 2006 nach dem dänischen Physiker Niels Bohr benannt. Begründet wurde die Benennung mit der neuen Funktion des Handelshafens als Wissenschaftsstandort, die eine Benennung nach Wissenschaftlern nahelegte. Zuvor war seitens der Stadtverwaltung bereits einmal eine Benennung nach Partnerstädten Magdeburgs vorgeschlagen worden. Diese Drucksache wurde jedoch nach kontroverser Debatte im Stadtrat zurückgezogen.
Niemeyerweg; Stadtteil Werder; PLZ 39114
Dieser Weg durch den Rotehornpark ist nach dem Magdeburger Gartenbaudirektor Paul Viktor Niemeyer benannt, unter dessen Leitung 1872 die Anlegung des Parks auf der Rotehorninsel begann.
Niemöller-Privatweg; Stadtteil Leipziger Straße; PLZ 39112
Vormals: Dorpmüller-Privatweg
 ?
Nienburger Straße; Stadtteil Lemsdorf; PLZ 39118
Benannt nach der nördlich von Bernburg (Saale) gelegenen Stadt Nienburg (Saale).
Niendorfer Gartenweg; Stadtteil Ottersleben; PLZ 39116
Die Benennung der Straße geht auf ein ehemaliges Dorf Niendorf zurück, welches sich nördlich von Klein Ottersleben, nördlich des Bachs Klinke befand, jedoch zur Wüstung wurde.
Niendorfer Straße; Stadtteil Ottersleben; PLZ 39116
Vormals: Hohendodeleber Straße
Die Benennung der Straße geht auf ein ehemaliges Dorf Niendorf zurück, welches sich nördlich von Klein Ottersleben, nördlich des Bachs Klinke befand, jedoch zur Wüstung wurde.
Nitzschkestraße; Stadtteil Stadtfeld Ost; PLZ 39108
 ?
Nixeweg; Stadtteil Neue Neustadt; PLZ 39124
Die Straße wurde durch Beschluss des Stadtrates vom 11. April 2002 nach dem 1912 gegründeten Damen-Schwimm-Club Nixe e. V. benannt. Dieser reine Damenverein genoss im Sommer das Gastrecht beim SC Hellas Magdeburg im Freibad-Hellas. Im Winter wurde das Wilhelmsbad genutzt.
Im Zuge der Entstehung des neuen Baugebiets Schöppensteg waren drei Erschließungsstraßen zu benennen. Aufgrund der direkten Nachbarschaft des Gebiets zum ehemaligen Hellas-Freibad sollten die Namen an die Magdeburger Schwimmsporttradition in Gestalt Magdeburger Schwimmvereine erinnern. Neben dem Nixeweg erhielten auch der Hellasweg und der Poseidonweg so ihre Namen.
Nobben; Stadtteil Altstadt; PLZ 39104
Vormals: Auf dem Brande
Der Name ist seit 1552 belegt, wobei im 16. und 18. Jahrhundert, wie für andere Straßen der Region, auch die Bezeichnung Auf dem Brande gebräuchlich war. Nobben ist die Bezeichnung für eine winklige, enge Gasse. Möglicherweise ist der Begriff wendischen Ursprungs.
Die Straße verlief von der Krügerbrücke in südöstlicher Richtung zum heute nicht mehr bestehenden nördlichen Abschnitt der Prälatenstraße. Im Zuge des sich nicht an die gewachsene Stadtstruktur haltenden Wiederaufbaus der Stadt nach den Zerstörungen des Zweiten Weltkrieges wurde diese Straße überbaut und besteht heute nicht mehr.
Nomi-Rubel-Straße; Stadtteil Ottersleben; PLZ 39116
Vormals: Amtsgartenstraße (deren östliches Teilstück zwischen Hängelsbreite und Käthe-Kollwitz-Straße)
Diese Straße wurde nach der in Magdeburg geborenen Schriftstellerin und Theaterleiterin Nomi Rubel benannt.
Nonnenwerder; Stadtteil Industriehafen; PLZ 39126
 ?
Norbertstraße; Stadtteil Buckau; PLZ 39104
Die Benennung der Straße erinnert an den Magdeburger Erzbischof Norbert von Xanten (1085–1134).
Nordbrücke; Stadtteile Altstadt und Werder; PLZ 39104 und 39114
Vormals:
Königsbrücke
Hindenburgbrücke
Heute:
Jerusalembrücken
Der Name Nordbrücke bezeichnete die Lage der Brücke als die nördlichste Brücke über die Elbe in der Magdeburger Altstadt. Bis heute wird im Volksmund noch vom Nordbrückenzug geredet.
Nordhäuser Straße; Stadtteil Lemsdorf; PLZ 39118
Benannt nach der südlich des Harzes in Thüringen gelegenen Stadt Nordhausen. Viele Straßen der näheren Umgebung erhielten nach der Eingemeindung Lemsdorfs nach Magdeburg 1910 Namen aus der Geographie des Harzes.
Nordstraße; Stadtteil Alt Olvenstedt; PLZ 39130
Vormals: Angelhochstraße
Diese Straße verläuft nördlich des alten Ortskerns von Alt-Olvenstedt und dürfte daher ihren Namen erhalten haben.
Nordstraße; Stadtteil Leipziger Straße; PLZ 39112
Heute: Bahnikstraße
 ?